# مقياس ضغط الموائع

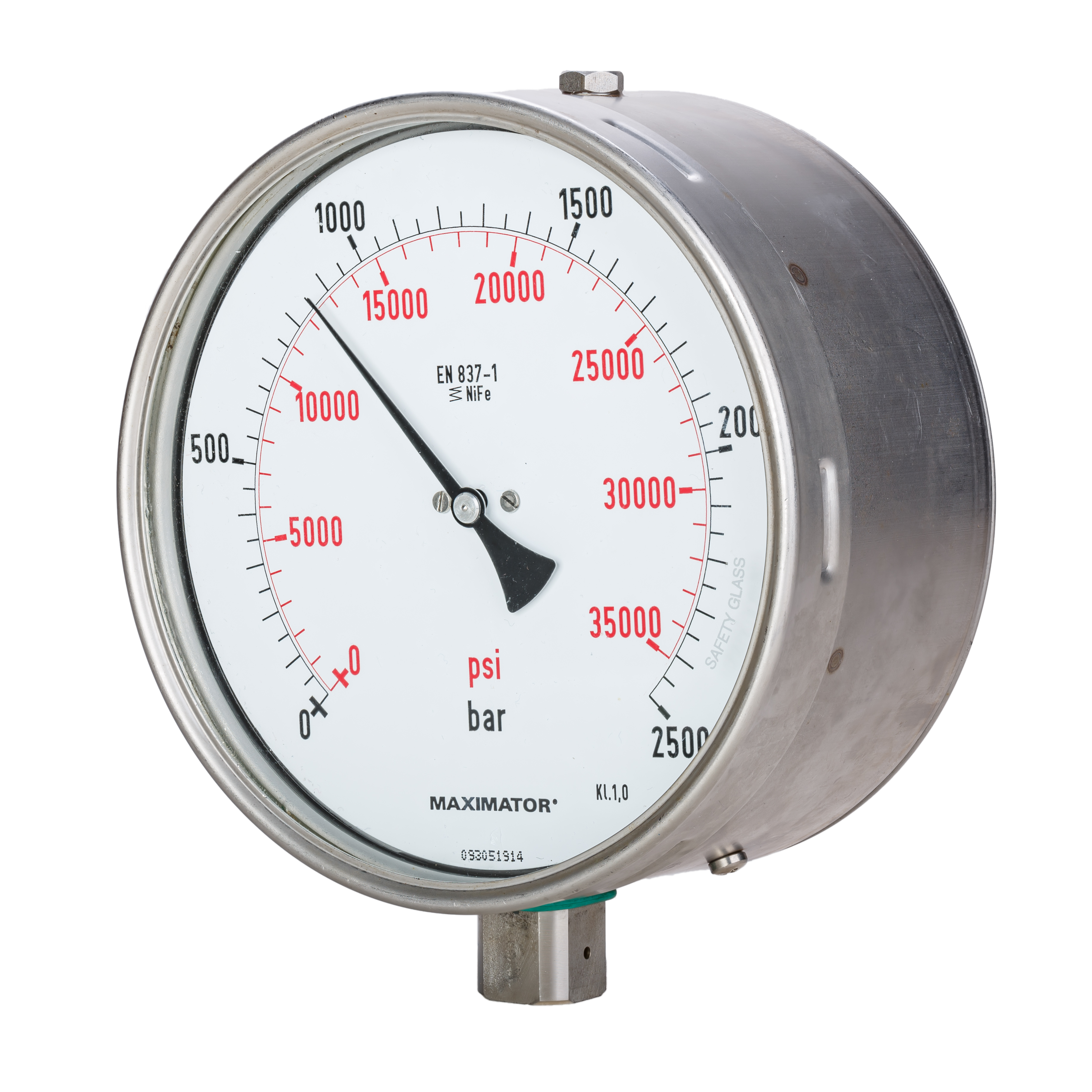

مقياس ضغط الموائع أو المانومتر أو مقياس الضغط ذو الشعبتين هو جهاز يستعمل في قياس ضغط الماء، الغاز أو البخار. وهناك عدة أنواع من مقاييس الضغط. يتكون أبسط نوع منها من أنبوب على شكل الحرف اللاتيني (U) بنهايتين مفتوحتين. ويحتوي الأنبوب على سائل يكون عادة الزئبق يملأ قاع الأنبوب، ويرتفع قليلاً داخل ذراعي الأنبوب. ويقوم الشخص المستخدِم لهذا الجهاز بتوصيل إحدى الذراعين بالغاز المراد قياس ضغطه بينما تظل الذراع الأخرى مفتوحة تجاه الغلاف الجوي. وبهذه الطريقة يتم تعريض السائل لضغط الغاز داخل إحدى الذراعين وإلى الضغط الجوي في الذراع الأخرى.
فإذا كان ضغط الغاز أكبر من الضغط الجوي يرتفع السائل داخل الذراع المعرضة للهواء، ويقيس الشخص الفرق بين الارتفاعين لإيجاد ضغط السائل. يساوي هذا الضغط ناتج ضرب الفرق بين الارتفاعين في الثقل النوعي للسائل. ويكون ضغط الغاز مساويًا لحاصل جمع ضغط السائل والضغط الجوي.
وفي بعض مقاييس الضغط يُفرَّغ الهواء من إحدى ذراعي الأنبوب وتغلق الذراع. ويساعد هذا في التخلص من الحاجة إلى التعديلات الناجمة عن تغيّرات الضغط الجوي. أما الفرق بين مستويات السائل في الذراعين فيبيّن ضغط الغاز. ويقاس ضغط الغاز بوحدات تقابل ارتفاع السائل. فمقياس الضغط المعروف بالبارومتر مثلاً، يقيس الضغط الجوي بالسنتمترات الزئبقية. وتعمل بعض مقاييس الضغط بطريقة ربط زمبرك إلى مؤشر يتحرك أمام مقياس مدرج يوضح قراءات الضغط المباشرة. ويستعمل الأطباء أحد مقاييس الضغط يعرف بمقياس ضغط الدم لقياس ضغط الدم.

## الضغوط المتفاوتة، القياسية، والمطلقة
ان الضغط المطلق يساوي = ضغط الغاز + الضغط الجوي

## الوحدات
|                                | باسكال (Pa)  | بار (bar)      | ضغط جوي تقني (at) | ضغط جوي (atm) | ميلليمتر زئبق (Torr) | باوند ثقلي في البوصة المربعة (psi) |
| ------------------------------ | ------------ | -------------- | ----------------- | ------------- | -------------------- | ---------------------------------- |
| 1 باسكال                       | ≡ 1 نيوتن/م2 | 10−5           | 1.0197×10−5       | 9.8692×10−6   | 7.5006×10−3          | 145.04×10−6                        |
| 1 بار                          | 100,000      | ≡ 106 داين/سم2 | 1.0197            | 0.98692       | 750.06               | 14.5037744                         |
| 1 ضغط جوي تقني                 | 98,066.5     | 0.980665       | ≡ 1 كجم ق/سم2     | 0.96784       | 735.56               | 14.223                             |
| 1 ضغط جوي                      | 101,325      | 1.01325        | 1.0332            | ≡ 1 ضغط جوي   | 760                  | 14.696                             |
| 1 ميلليمتر زئبق                | 133.322      | 1.3332×10−3    | 1.3595×10−3       | 1.3158×10−3   | 1ميلليمتر زئبق=1Torr | 19.337×10−3                        |
| 1 باوند ثقلي في البوصة المربعة | 6,894.76     | 68.948×10−3    | 70.307×10−3       | 68.046×10−3   | 51.715               | ≡ 1 psi                            |

1 باسكال ≡ 1 نيوتن/م2 ≡ 1 جول/م3 ≡ 1 كجم/(م1·ثانية2)≡ 10−5 بار   ≡ 10.197×10−6 ضغط جوي   ≡ 9.8692×10−6 ضغط جوي تقني 

## الضغط الديناميكي والثابت

### تطبيقات
- مقياس الارتفاع
- مقياس ضغط جوي
- أنبوب بيتو
- مقياس ضغط الدم

## وصلات خارجية
- Home Made Manometer
- Manometer